# Mike Muscala
Michael Peter „Mike” Muscala (ur. 1 lipca 1991 w St. Louis Park) – amerykański koszykarz, występujący na pozycjach skrzydłowego oraz środkowego, od 2024 zawodnik zespołu Oklahoma City Thunder.
25 lipca 2018 został wymieniony do Philadelphia 76ers w ramach transakcji z udziałem trzech zespołów.
6 lutego 2019 trafił w wyniku wymiany do Los Angeles Clippers. Następnego dnia został wymieniony do Los Angeles Lakers w zamian za Ivicę Zubaca i Michaela Beasley.
10 lipca 2019 został zawodnikiem Oklahoma City Thunder. 9 lutego 2023 dołączył do Boston Celtics. 22 czerwca 2023 trafił w wyniku wymiany do Washington Wizards.
14 stycznia 2024 dołączył do Detroit Pistons w efekcie transferu. 2 marca 2024 zawarł kolejna w karierze umowę z Oklahoma City Thunder.

## Osiągnięcia
Stan na 8 marca 2024, na podstawie, o ile nie zaznaczono inaczej.
NCAA
- Uczestnik:
  - turnieju NCAA (2011, 2013)
  - meczu gwiazd NCAA – Reese's College All-Star Game (2013)
- Mistrz:
  - turnieju Ligi Patriot (2011, 2013)
  - sezonu regularnego Ligi Patriot (2011–2013)
- 2-krotny zawodnik roku Ligi Patriot (2011, 2013)[10]
- 2-krotny MVP turnieju Ligi Patriot (2011, 2013)
- MVP turnieju 2K Sports Classic Niagara Subregional (2013)
- Obrońca Roku Ligi Patriot (2013)
- Zaliczony do:
  - I składu:
    - Ligi Patriot (2011–2013)
    - debiutantów Ligi Patriot (2010)
    - turnieju:
      - Ligi Patriot (2011–2013)
      - 2K Sports Classic Niagara Subregional (2013)
      - CBE Classic Harrisonburg Subregional (2011)

  - II składu Ligi Patriot (2010)
- Drużyna Bucknell Bison zastrzegła należący do niego numer 31

Inne
- Lider hiszpańskiej Ligi Endesa w zbiórkach (2014)